# ヘラルト・トロースト

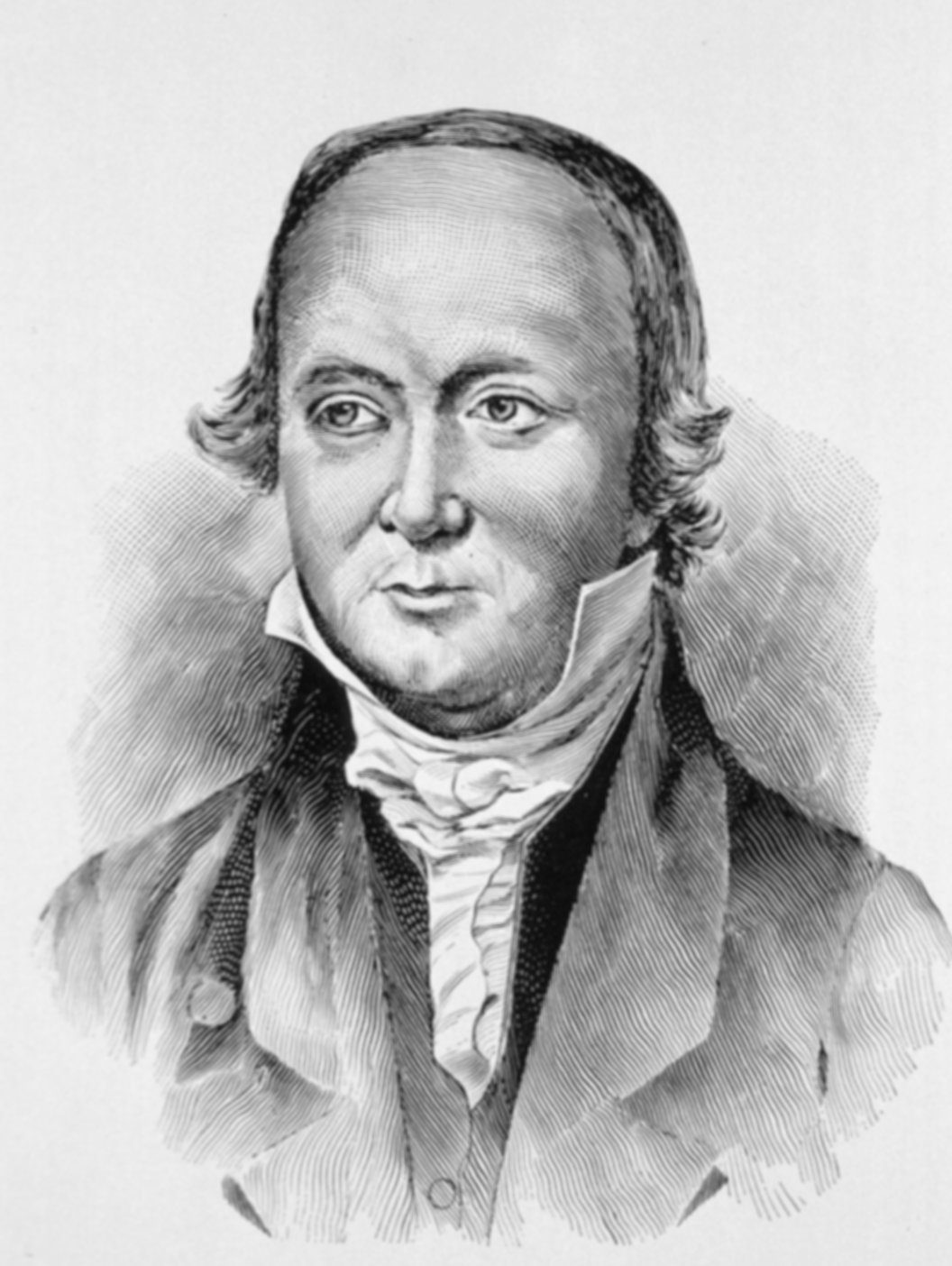
ヘラルト・トロースト

ヘラルト・トロースト（Gerard Troost、1776年3月5日 - 1850年8月14日）はオランダの医師、鉱物学者、地質学者である。1810年代からアメリカ合衆国で働いた。

## 略歴
現在の北ブラバント州のスヘルトーヘンボスに生まれた。ライデン大学で医学を学んだ後、アムステルダム大学で薬学を学んだ。オランダで6年間医師として働いた後、ホラント王国国王ルイ・ボナパルトの軍に召集されて軍医として働いた。1807年にパリ国立高等鉱業学校に派遣されて鉱物学を学んだ後、ルイ・ボナパルトの鉱物のコレクションの管理を任された。パリでは、ヨーロッパ各地に調査旅行を行い、当時の有名な博物学者たちと交流した。1808年にアレクサンダー・フォン・フンボルトの、『自然の諸相』（"Ansichten der Natur"）のオランダ語訳を行った。
1810年にルイ・ボナパルトが王位を追われると、トローストはアメリカ合衆国に渡り、ウィリアム・マクルールらとフィラデルフィア自然科学アカデミーの創立者の1人となり、初代の会長となった。鉱物学や薬学を教え、フィラデルフィア地域の地質を調査した。
1825年から、社会改革家のロバート・オウエンとウィリアム・マクルールが企画した共産主義的共同体が作られた、インディアナ州ニューハーモニーに移住し、フランス出身の動物学者、シャルル・アレクサンドル・ルスールと、合衆国西部国境地域の鉱物資源探査などを行ったが、オウエンとマクルールの社会実験は、長く続くことなく失敗した。トローストも1827年にはテネシー州のナッシュビルに移り、ナッシュビルの大学で、地質学、鉱物学を研究し、テネシー州で最初の地質調査を行った。
多くの棘皮動物の化石を発見収集し、多くの論文を執筆したが1950年にコレラが流行し、ナッシュビルで没し、多くの研究成果が未発表となった。
爬虫類学の分野で、ワニガメ（Macrochelys temminckii）やヌママムシの亜種、Agkistrodon piscivorus leucostoma の記載者であり、カメの種、Trachemys scripta troostiにトローストの名前がつけられている。

## 未刊の化石標本の図

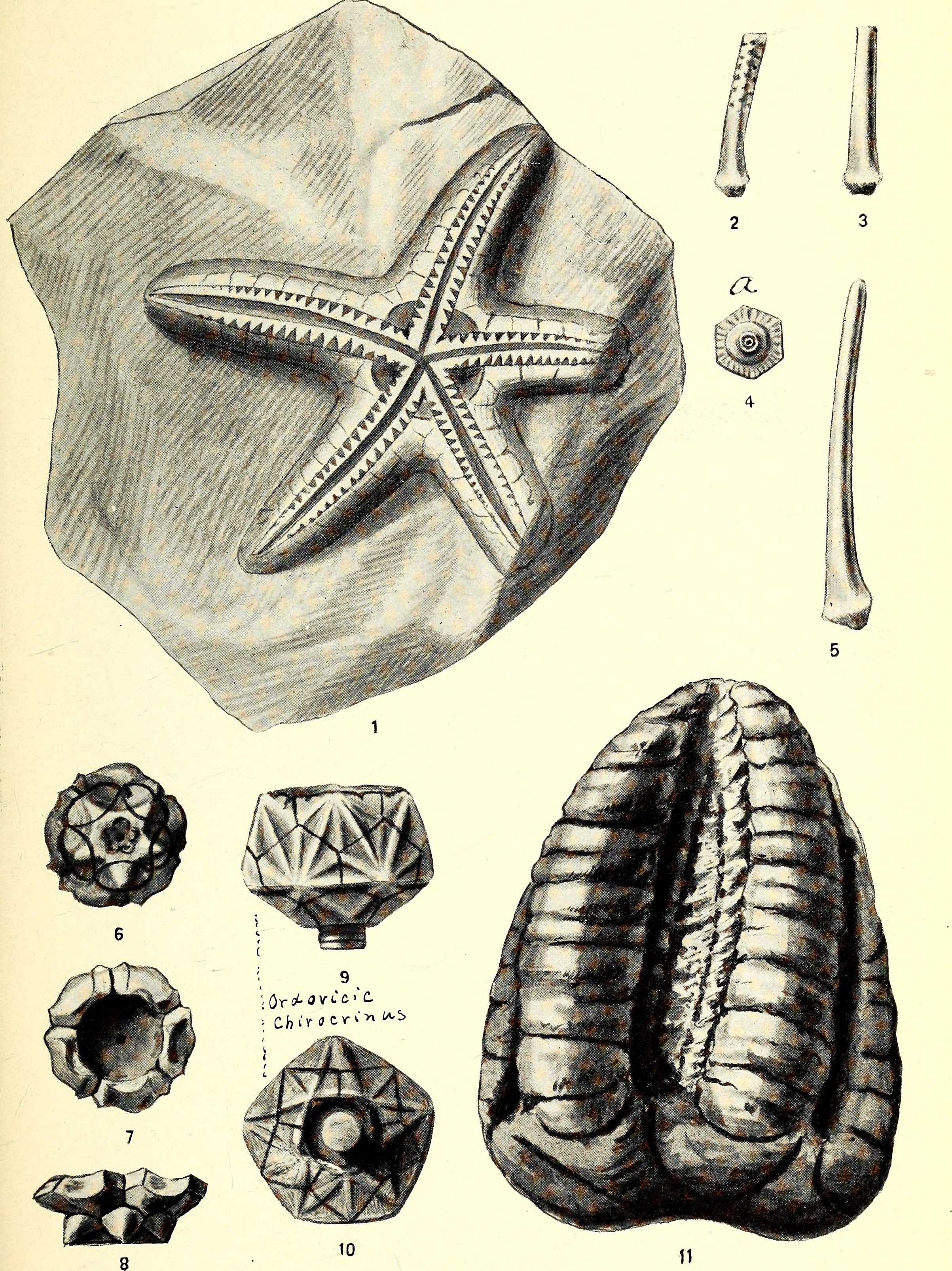
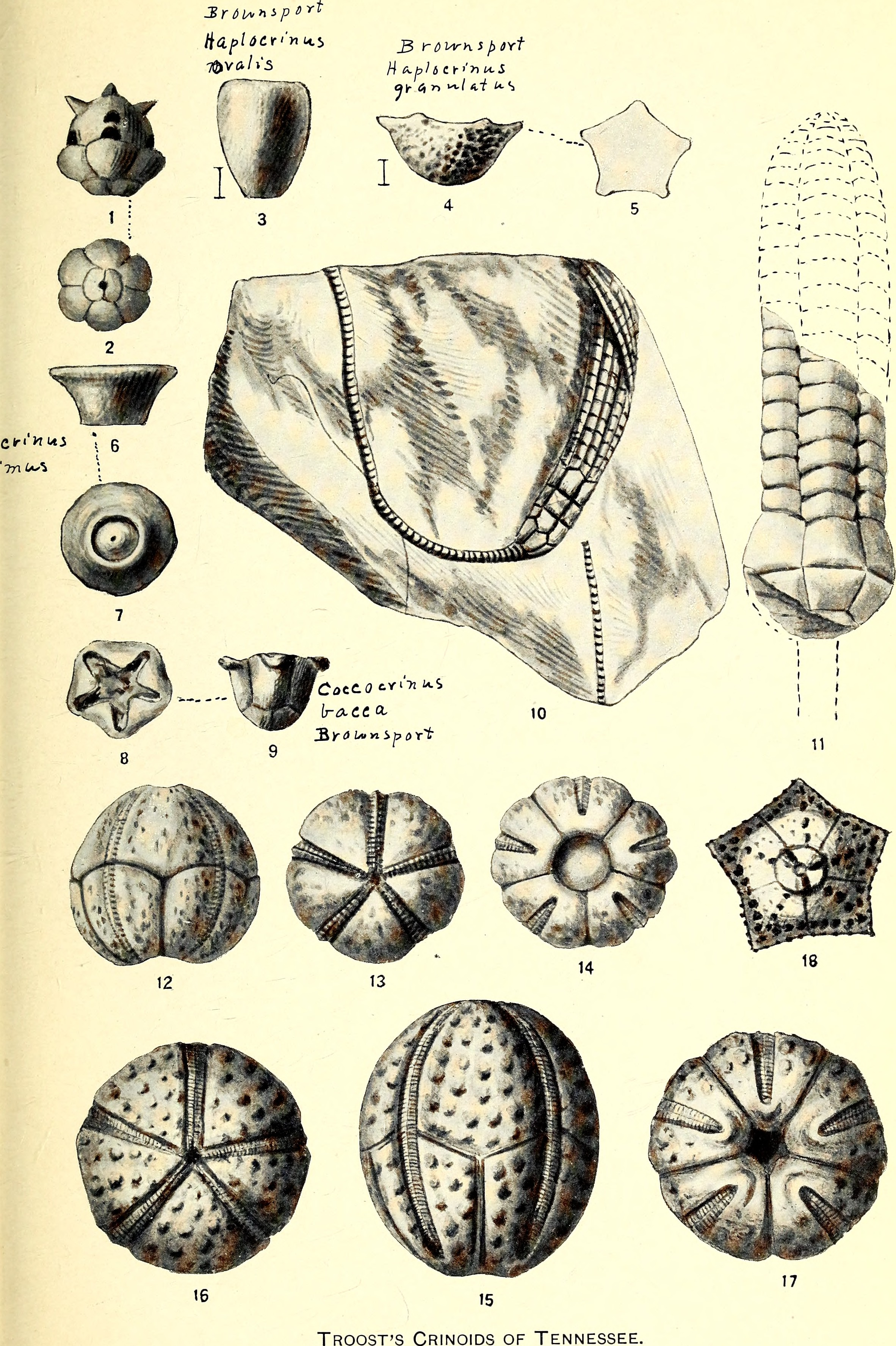
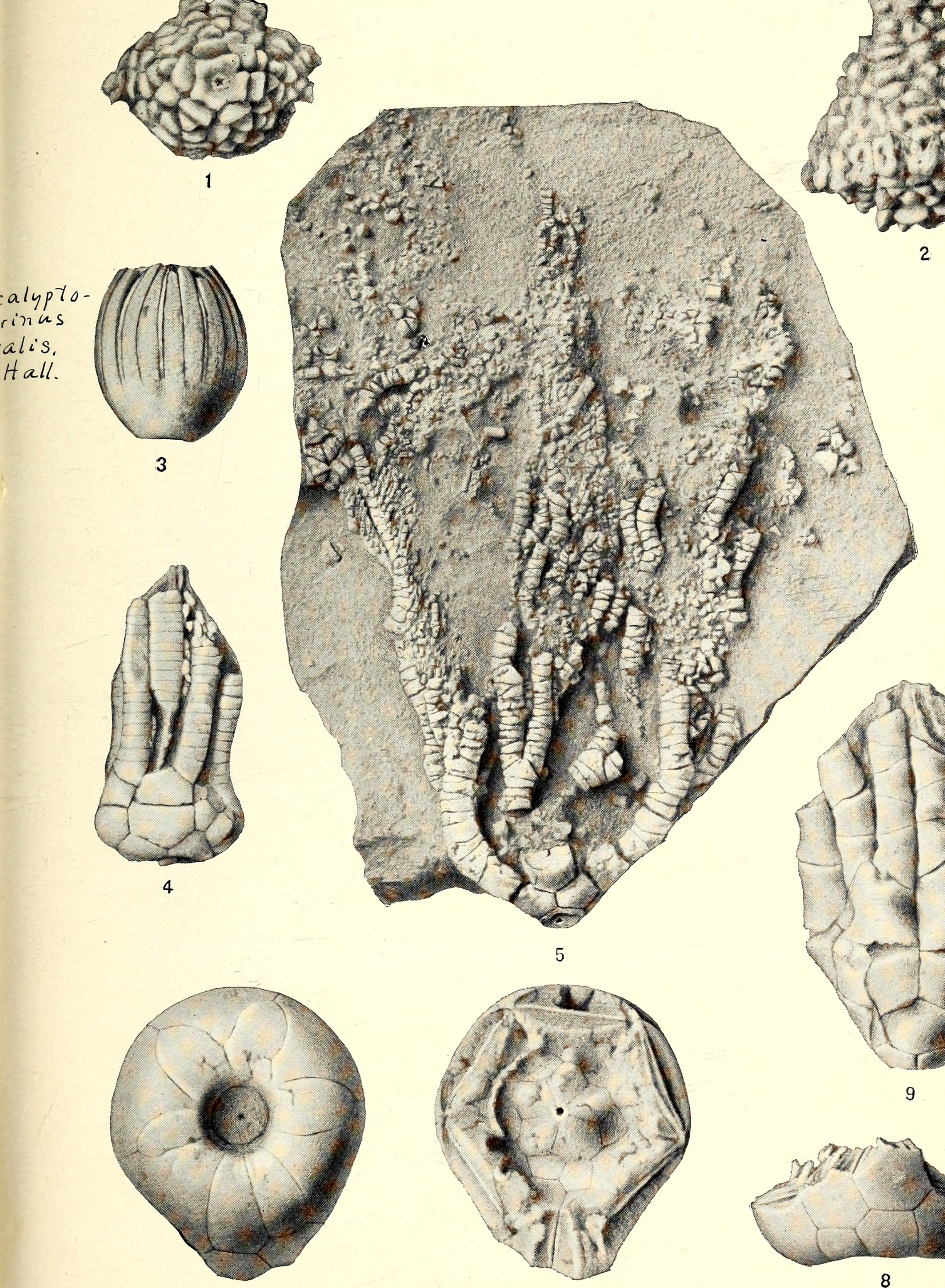
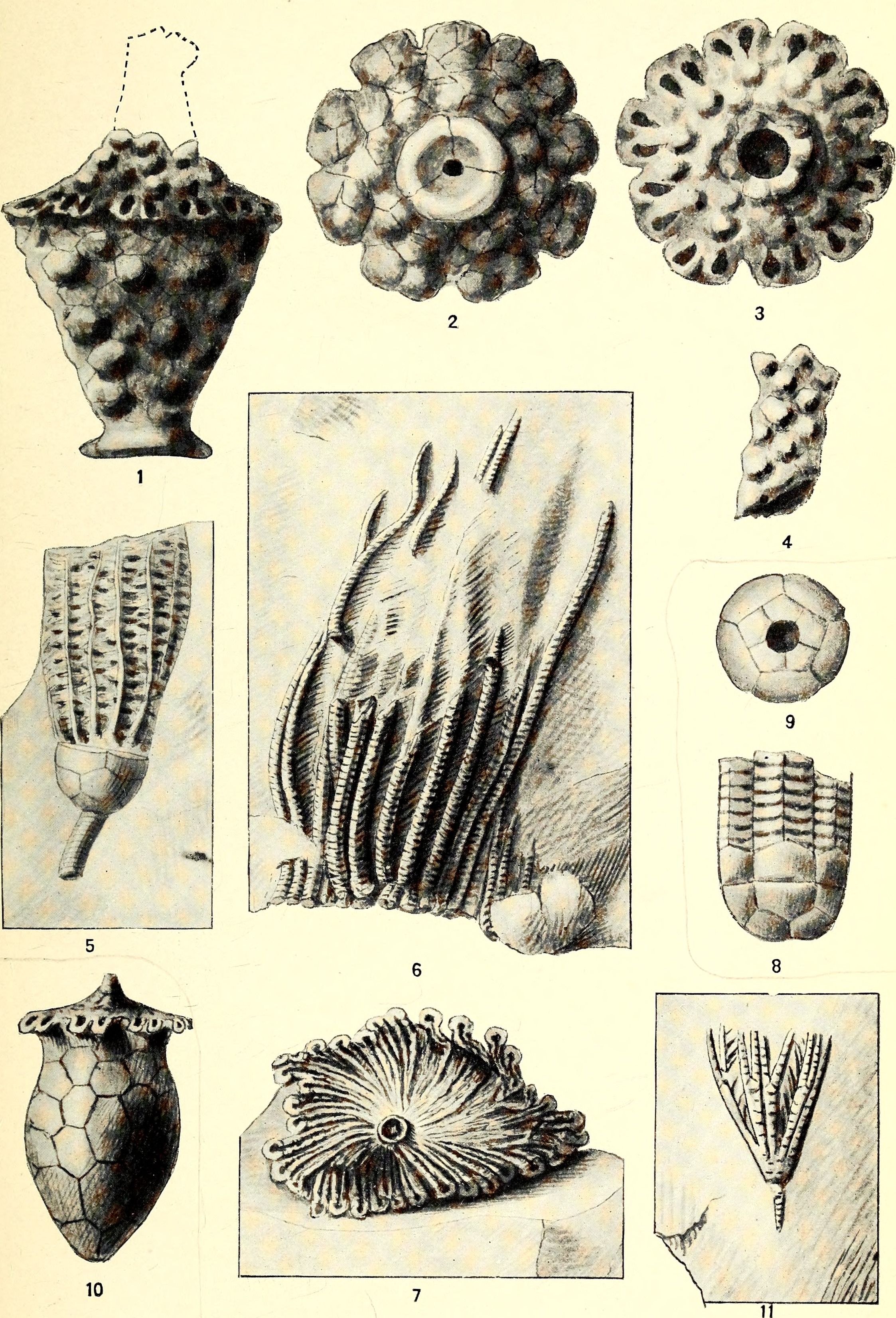